# Per Nilsson
Per Elis Albert Nilsson (Estocolm, 4 de gener de 1890 – Estocolm, 18 de juny de 1964) va ser un gimnasta artístic suec que va competir a començaments del segle xx.
El 1912 va prendre part en els Jocs Olímpics d'Estocolm, on va guanyar la medalla d'or en el concurs per equips, sistema suec del programa de gimnàstica.